# Hoverboard

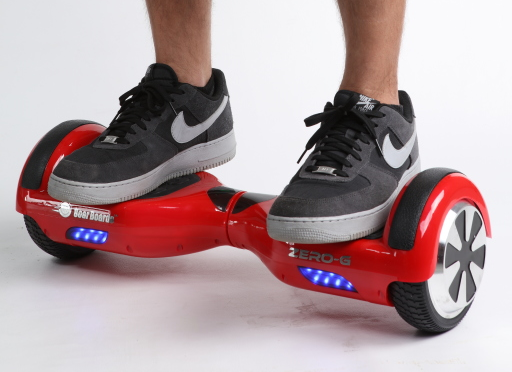
Hoverboard

En hoverboard (alternativt eldriven balansbräda, balansskoter, balance scooter, airboard, balanceboard, smartboard, swegway, swagway eller mini-segway) är en självbalanserande plattform med två hjul som är eldriven och kan användas som ett fordon för förflyttning av en person. Plattformen mellan de två hjulen är avsedd att stå på, och hoverboarden styrs av passagerarens fötter via små rörelser som fångas upp av en gyroskopisk sensor. En hoverboard kan sägas vara en mindre version av ståhjuling utan handtag, och kan på sätt och vis liknas vid en eldriven skateboard med ett annat hjularrangemang.
Ett närbesläktat fordon är airwheel, som har ett enda hjul av större format.
Hoverboard av flera olika fabrikat dök upp 2014 i Kina och 2015 hade de blivit populära i bland annat USA, inte minst efter att flera kändisar hade synts åkandes på dem.

## Terminologi
Namnet som ges dessa fordon varierar i olika länder och mellan olika tillverkare. På svenska har hoverboard blivit vanligast som allmänt begrepp. På engelska förekommer self-balancing scooter ("självbalanserande scooter") eller self-balancing two-wheeled board ("självbalanserande tvåhjulig bräda") som allmänna begrepp.
Begreppet hoverboard har ursprungligen används på en fiktiv levitationsbräda för persontransport, som först beskrevs av författaren M.K. Joseph 1967 och blev mer allmänt kända i Tillbaka till framtiden-filmerna. I dessa sammanhang liknar hoverboard i allmänhet en leviterande skateboard utan hjul.

## Funktion
Hoverboarden består av olika delar och komponenter varav fyra är kritiska för dess funktion. Dessa komponenter är litiumjonbatteri, moderkort, två gyroskopkort och två motorer. Litiumjonbatteriet ger ström till motorerna och moderkortet. Moderkortet skickar ut ström samt signaler för att dirigera hur motorerna ska operera. Gyroskopkorten, som är placerade under gummiplattorna som man står på, är utrustade med gravitationssensorer som gör det möjligt att känna av vilken lutning hoverboarden har och skicka signaler till moderkortet som i sin tur justerar hastigheten på motorerna. Alla dessa komponenter sitter monterade på en ram av aluminium.

## Användning
Notis: Användning av hoverboard kräver en minimivikt på 20 kg beroende på fordonets storlek. Detta för att sensorerna ska kunna känna av förarens aktivitet korrekt. En lägre vikt kan medföra att fordonet börjar skaka okontrollerbart var på föraren kan slängas av och skada sig.
I början rekommenderas det att man har någon eller något att hålla i sig i under första åkturen. När man väl hittat en plats som passar(gärna inomhus) så börjar man med att sätta upp ena foten på tryckplattan samt lägga högt tryck på den. Hitta därefter balansen, ställ dig upp på det ena benet och placera därefter den andra foten på sin tryckplatta. Börja lugnt för att hitta balansen samt bygga upp en tillit som sedan gör att du kan manuvrera fordonet bättre. 
För att köra framåt lutar du dig lite framåt så att tryckplattorna får mest tryck i fram, detta resulterar i att hoverboarden rör sig framåt. Samma sak gäller för bakåt. Om du vill svänga åt något håll så trycker du framåt med motsat fot det håll du önskar svänga åt.
Använd alltid rätt skyddsutrustning när du använder ett elfordon.

## Säkerhetsrisker
Risken för skador när passageraren i farten ramlar av en hoverboard har uppmärksammats i bland annat Sverige, och skador som handledsfrakturer och huvudskador har uppmärksammats. Jämfört med ståhjulingar anses hoverboard mer riskabla för passageraren, eftersom de inte har något handtag och de mindre hjulen gör dem mer känsliga för mindre stenar och liknande föremål.

## Lagar och regler
Enligt svensk lag räknas en hoverboard som en cykel. Detta på grund av cykelbegreppet breddades så att elcyklar och andra eldrivna fordon - till exempel även Segways - också inkluderas. Hoverboards räknas då som elfordon utan trampor och får köras i max 20 kilometer i timmen.
I cykelkategorin hamnar dessa elfordon under klass två, vilket innebär att man måste använda cykelbanor om de finns tillgängliga samt att barn under 15 år måste använda hjälm. Regeln om att barn upp till åtta år får cykla på trottoarer när det inte finns cykelbana gäller också hoverboards.

### Fotnoter
1. 1 2  Risk för olyckor med hoverboard, Sveriges radio 2016-06-07
2. 1 2  Så väljer du rätt hoverboard - och det här ska du se upp med, M3, 2016-04-07
3. ↑  Shea, Ammon. ”Hoverboard”. Merriam-Webster. http://www.merriam-webster.com/words-at-play/when-did-we-start-talking-about-hoverboards. Läst 23 april 2016.
4. ↑  ”Så fungerar en airboard”. Airboard Sverige. Arkiverad från originalet den 24 september 2017. https://web.archive.org/web/20170924183815/https://www.airboardsverige.se/hur-fungerar-airboard/. Läst 24 september 2017.